# 世界一小さな公園
世界一小さな公園（せかいいちちいさなこうえん）は、静岡県駿東郡長泉町にある公園である。

## 現況

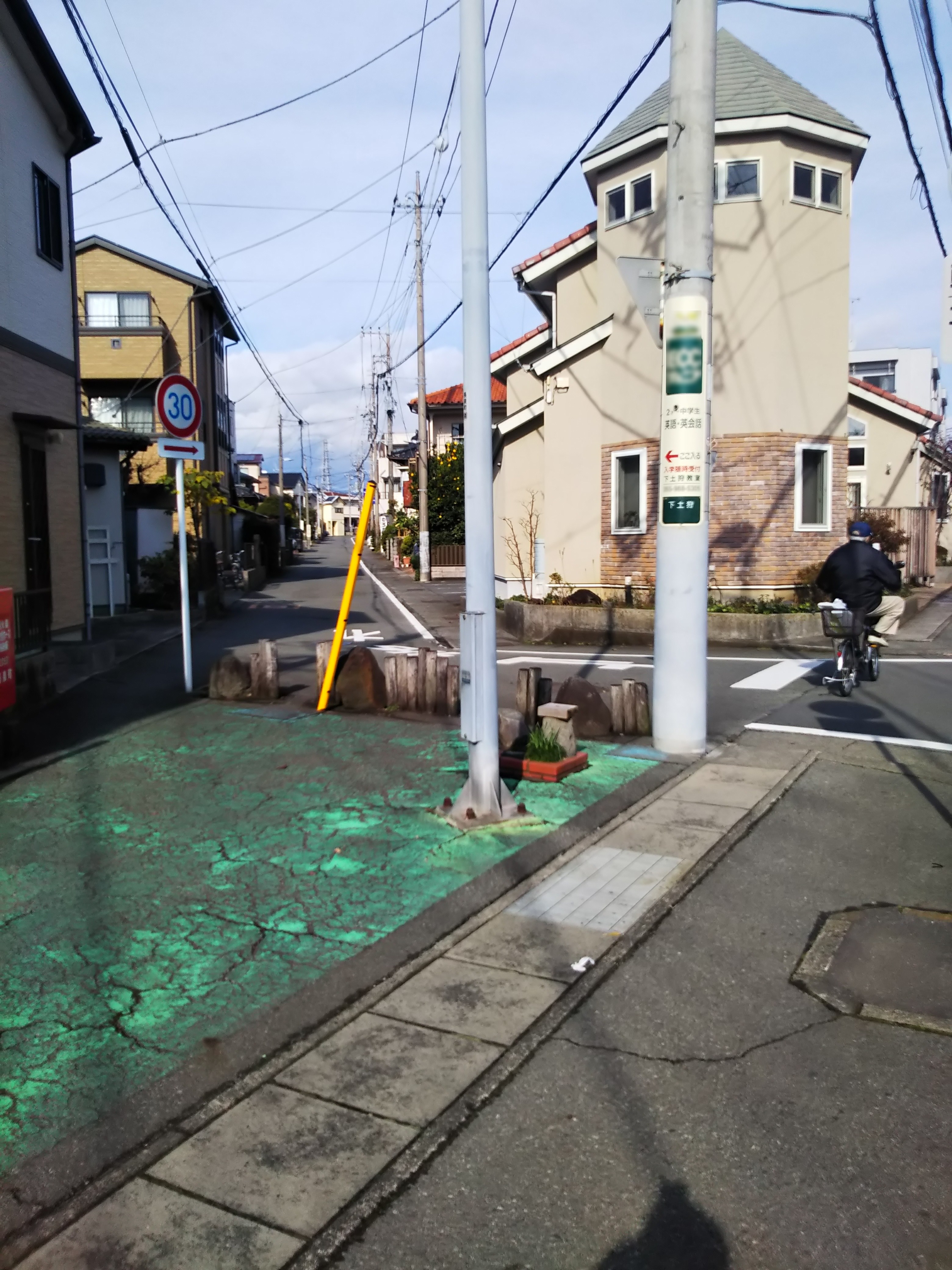
周辺の様子。長泉中央通りと路地のわかれ道の、見落としてしまいそうなわずかな空間におかれている

1988年、道路建設の際の余剰スペースを活用して開設された。煉瓦に囲まれた50cm四方の区画に、木製のベンチと、花の絵を彫った黒い石のプレート、そしてわずかな植え込みがある。
世界最小の公園としてギネス世界記録に登録されたアメリカ・ポートランドのミル・エンズ公園は直径2フィート（約61cm）の円形で、本園はそれより狭小である。長泉町では、厳密には公園ではなく道路施設の一部という位置づけであることから、ギネスに申請する意向はないとしてきたが、2024年より正式に公園に改め、ギネス世界記録認定に向けたプロジェクトが始動した。申請に要する費用は約250万円で、ふるさと納税制度を活用して募られた。2025年1月に測量を行ったところ、地積は0.24m2(新聞1ページが約0.22m2)であった。これを受け、町は正式に公園として公告した。ギネス世界記録に認定され、同年2月25日に認定証の授与式が長泉町役場で行われた。